# Vetle Dragsnes
Vetle Dragsnes, né le 6 février 1994 à Rælingen en Norvège, est un footballeur norvégien qui joue au poste d'arrière gauche au Charleroi SC.

## Biographie

### Débuts professionnels
Vetle Dragsnes naît à Rælingen en Norvège, il est formé par le Strømmen IF. C'est avec ce club qu'il entame sa carrière professionnelle, alors que le Strømmen IF évolue en deuxième division norvégienne. Il joue son premier match le 13 avril 2014, face au Ranheim Fotball, en championnat. Ce jour-là, il entre en jeu en cours de partie, et son équipe s'impose par deux buts à zéro.

### Mjøndalen IF
Le 28 juillet 2017, est annoncé le transfert de Vetle Dragsnes au Mjøndalen IF, club évoluant alors aussi en deuxième division.
Avec le Mjøndalen IF, il termine deuxième du championnat lors de la saison 2018, et se voit promu dans l'élite du football norvégien pour la saison suivante.
Dragsnes découvre la première division norvégienne lors de la saison 2019, jouant son premier match lors de la première journée, le 30 mars 2019 face au Vålerenga Fotball, contre qui son équipe s'incline par deux buts à zéro. Il inscrit son premier but en première division le 18 août 2019 contre le SK Brann. Ce jour-là, il délivre également une passe décisive pour Stian Aasmundsen (en) sur l'ouverture du score. Son équipe s'impose par deux buts à zéro ce jour-là. Le club termine treizième et parvient à se maintenir.

### Lillestrøm SK
En décembre 2020, est annoncé l'arrivée de Vetle Dragsnes au Lillestrøm SK, club venant d'être promu en première division,. Il joue son premier match pour Lillestrøm le 16 mai 2021, lors d'une rencontre de championnat face au Strømsgodset IF. Il est titulaire et son équipe s'incline (3-1).
Dragsnes inscrit son premier but pour le Lillestrøm SK le 22 septembre 2021, lors d'une rencontre de coupe de Norvège face au Grorud IL. Titulaire, il marque le but égalisateur de son équipe à la 89e minute de jeu pour permettre à son équipe de jouer prolongations, durant lesquelles Lillestrøm finit par s'imposer (2-3 score final).

### Charleroi SC
Le 31 août 2023, Vetle Dragsnes rejoint la Belgique afin de s'engager en faveur du Charleroi SC. Il signe un contrat de trois ans, soit jusqu'en juin 2026, plus une année supplémentaire en option.
Dragsnes se fait remarquer dès son premier match pour Charleroi en délivrant une passe décisive pour Parfait Guiagon sur l'ouverture du score, puis marquant son premier but pour le club, le 16 septembre 2023, lors d'un match de championnat face au Club Bruges KV. Il ne peut toutefois pas empêcher la défaite de son équipe ce jour-là (4-2 score final),.
Néanmoins, lors de son 4ème et 5ème match de championnat, il offre deux victoires importantes à Charleroi. Tout d'abord, le 6 octobre 2023 face au RWDM, où il sauve son équipe d'une retournée acrobatique dans les derniers instants. C'est 2-1, score final, après 11 minutes de temps additionnel,. Ensuite, le 21 octobre face à l'Antwerp, où il est décisif à deux reprises : sur l'ouverture du score (passe décisive à Štulić, 50') et sur le penalty d'Ilaimaharitra pour le 3-2. En effet, à la 85', il offre une balle de match à Mbenza qui se retrouve seul face au but, Balikwisha est forcé à la faute,. 
Ainsi, Dragsnes reçoit le titre honorifique d'Homme du match par Unibet pour sa belle prestation face au RWDM, et reçoit le titre de joueur du mois d'octobre.
A la fin de la saison, le bilan est un échec pour le club, celui-ci ne se maintenant en Jupiler Pro League que via les Play-downs.  Mais sur le plan personnel, la saison de Dragnes est dans l'ensemble une réussite, le joueur ayant 29 matches de championnat (dont 26 en tant que titulaire) et marqué 3 buts, ce qui est plus que correct pour un défenseur.  
Il est même nommé pour le but de l'année du championnat avec sa bicyclette à la 101e minute de jeu, qui a permis de donner la victoire contre le RWDM.